# Кубок Шотландії з футболу 1876—1877
Кубок Шотландії з футболу 1876–1877 — 4-й розіграш кубкового футбольного турніру у Шотландії. Титул вперше здобув Вейл оф Левен.

## Третій раунд
Команда Рейнджерс пройшла до наступного раунду після жеребкування.
| Команда 1                        | Рахунок | Команда 2            |
| -------------------------------- | ------- | -------------------- |
| 11 листопада 1876                |         |                      |
| Моучлайн                         | 7:0     | Портленд             |
| 18 листопада 1876                |         |                      |
| Единбург Свіфтс                  | 1:1*    | Вест Енд             |
| Гамільтон Академікал             | 0:0     | Басбі                |
| Партік                           | 2:0     | Баррхед              |
| Квінз Парк                       | 7:0     | Артурлі              |
| Вейл оф Левен                    | 1:0     | Терд Ланарк          |
| 25 листопада 1876                |         |                      |
| Ейр Тісл                         | 1:0     | Дамбрек              |
| Ленсфілд                         | 3:0     | Герван               |
| Леннокс                          | 1:0     | Дамбартон            |
| Нозерн                           | 2:1     | Сент-Клеменс         |
| 25 листопада 1876 (перегравання) |         |                      |
| Басбі                            | 0:0     | Гамільтон Академікал |

* - джерело не надає даних про перегравання матчу, а в наступному раунді присутня команда Единбург Свіфтс.

## Четвертий раунд
| Команда 1         | Рахунок | Команда 2            |
| ----------------- | ------- | -------------------- |
| 23 листопада 1876 |         |                      |
| Ейр Тісл          | +:-     | Партік               |
| 2 грудня 1876     |         |                      |
| Ленсфілд          | 2:0     | Гамільтон Академікал |
| Квінз Парк        | 4:0     | Нозерн               |
| Вейл оф Левен     | 4:0     | Басбі                |
| 9 грудня 1876     |         |                      |
| Леннокс           | 4:0     | Единбург Свіфтс      |
| Рейнджерс         | 3:0     | Моучлайн             |

## Чвертьфінали
| Команда 1                     | Рахунок | Команда 2     |
| ----------------------------- | ------- | ------------- |
| 23 грудня 1876                |         |               |
| Ленсфілд                      | 2:2     | Ейр Тісл      |
| 30 грудня 1876                |         |               |
| Квінз Парк                    | 1:2     | Вейл оф Левен |
| Рейнджерс                     | 3:0     | Леннокс       |
| 30 грудня 1876 (перегравання) |         |               |
| Ейр Тісл                      | 1:0     | Ленсфілд      |

## Півфінали
Команда Рейнджерс пройшла до наступного раунду після жеребкування.
| Команда 1     | Рахунок | Команда 2 |
| ------------- | ------- | --------- |
| 13 січня 1877 |         |           |
| Вейл оф Левен | 9:0     | Ейр Тісл  |

## Фінал
| 17 березня 1877 |

| Вейл оф Левен | 1:1 | Рейнджерс              |
| ------------- | --- | ---------------------- |
| Патон 10'     |     | Макдугал 65' (автогол) |

| Гамільтон Кресент, Глазго Глядачів: 12 000 Арбітр: Джеймс Керр |

### Перегравання
| 7 квітня 1877 |

| Вейл оф Левен | 1:1 | Рейнджерс  |
| ------------- | --- | ---------- |
| Макдугал 70'  |     | Данлоп 20' |

| Гамільтон Кресент, Глазго Глядачів: 14 000 Арбітр: Джеймс Керр |

### Друге перегравання
| 13 квітня 1877 |

| Вейл оф Левен                            | 3:2 | Рейнджерс                  |
| ---------------------------------------- | --- | -------------------------- |
| Вотсон 15' (автогол) Бейрд 70' Патон 88' |     | Макнейл 47' П.Кемпбелл 50' |

| Гемпден-Парк, Глазго Глядачів: 7 500 Арбітр: Джеймс Керр |